# Acropyga borgmeieri
Acropyga borgmeieri är en myrart som beskrevs av Horace Donisthorpe 1939. Acropyga borgmeieri ingår i släktet Acropyga och familjen myror. Inga underarter finns listade i Catalogue of Life.